# The Contractor
Ne doit pas être confondu avec  The Contractor (film, 2022).
The Contractor est un film américain réalisé par Josef Rusnak et sorti en 2007.
Le film suit James Dial (Wesley Snipes) qui est un ancien agent de la CIA qui vit retiré dans son ranch dans le Montana. Il se voit confier la mission de tuer un terroriste, Ali Mahmud Jahar (Nikolai Sotirov) qui vient d'être arrêté à Londres. Il s'agit d'un homme auquel il a déjà été confronté auparavant et qu'il n'a pas réussi à capturer. Après avoir tué Jahar, les choses vont s’envenimer car il est accusé du meurtre d'un policier de haut rang (Charles Dance). Il trouve refuge dans une planque retirée de la banlieue de Londres et se lie d'amitié avec une jeune fille de 12 ans (Eliza Bennett) qui vit avec sa grand-mère. James est bien décidé à tout mettre en œuvre pour prouver son innocence.

## Synopsis
James Jackson Dial, un ancien tueur à gages de la CIA désormais à la retraite, vit sa vie isolé dans son ranch du Montana lorsque son ancien employeur, Jeremy Collins, lui offre la chance de se racheter. Quelques années plus tôt, Dial était sur le point d'abattre le célèbre chef de cellule terroriste Ali Mahmoud Jahar, mais sa négligence a permis à Jahar de s'échapper, marquant ainsi sa mission comme un échec.
Collins veut maintenant que Dial achève sa tâche en assassinant Jahar, qui a été capturé et est maintenant sous la garde de la police à Londres, en Angleterre. Doté d'un refuge, de passeports et d'un assistant, Terry Winchell, Dial part pour Londres pour terminer des affaires inachevées. Déguisé en prêtre, Dial se positionne dans le clocher d'une église en face du bâtiment dans lequel Jahar est amené. Lorsque Jahar sort du fourgon de police, sa tête est couverte par une veste, laissant Dial sans tir net. Ne voulant pas échouer à nouveau, Dial attend patiemment son opportunité.
Quelques instants plus tard, depuis son point d'observation élevé, Dial aperçoit Jahar debout à l'intérieur du bâtiment, dos à la fenêtre. Dial saisit l'opportunité et tire à travers la vitre, frappant mortellement Jahar à l'arrière de la tête. En raison du retard causé par deux flics, Winchell est en retard pour amener la voiture de fuite, ce qui attire l'attention sur leur fuite des lieux. Après de nombreuses tentatives pour arrêter la voiture, la police ouvre le feu, tuant Winchell. La voiture, désormais hors de contrôle, s'arrête en catastrophe, blessant Dial mais il parvient à sortir de la voiture accidentée. En fuite et saignant abondamment, il se dirige vers la planque, où il rencontre la curieuse voisine de 12 ans Emily Day, qui vit avec sa grand-mère. Emily aide Dial à arrêter le saignement. Même si Jahar a été éliminé, la mission est toujours considérée comme un échec par Collins car Dial avait été filmé en train de fuir les lieux par une caméra de sécurité.
Pendant ce temps, Collins fait l'objet d'une enquête aux États-Unis pour avoir dirigé une équipe de tueur à gages de la CIA, et si la vérité revient sur Dial et sur la mort du surintendant principal Andrew Windsor, survenue lorsque Windsor appréhende Dial, Collins sera dévoilé. Ne reculant devant rien pour garder sa bonne réputation propre, Collins accuse Dial du meurtre du surintendant principal, même si Collins était en fait le tueur. Dial, désormais recherché par Collins et la police britannique, doit faire tout ce qu'il faut pour prouver son innocence, sachant que l'inspecteur Annette Ballard, la fille vengeresse de Windsor, est également après lui.
Alors que Dial est poursuivi par Collins et son équipe de tueurs, il sauve la vie de l'inspectrice Ballard qui s'est retrouvée dans la ligne de mire de Collins. Ayant gagné la confiance de Ballard, Dial est vu par celle-ci faisant ses adieux à la jeune Emily qui a joué un rôle clé dans la survie de Dial. Plus tard, il apparait que Dial a envoyé à Emily une lettre, ainsi que deux billets pour l'Amérique pour elle et sa grand-mère, pour le voir lui et son cheval Beauty dans son ranch. La dernière scène montre Emily et Dial au ranch du Montana, regardant Beauty courir librement.

## Fiche technique
- Titre : The Contractor
- Réalisation : Josef Rusnak
- Scénario : Robert Foster et Joshua Michael Stern
- Production : David Ball, Rudy Cohen, Rolf Deyhle, Henrik Huydts et Vistoria Lucas
- Musique : Nicholas Pike
- Photographie : Wedigo Von Schultzendorff
- Genre : Policier, action
- Durée : 98 minutes

## Distribution
- Wesley Snipes (VF : Thierry Desroses) : James Jackson Dial
- Nikolay Sotirov : Ali Mahmud Jahar
- Eliza Bennett : Emily Day
- Lena Headey (VF : Anne Rondeleux) : Inspecteur Annette Ballard
- Ralph Brown : Jeremy Collins
- Charles Dance : Détective Andrew Windsor
- Gemma Jones : Madame Day
- Iain Robertson : Cramston
- Richard Harrington (VF : Thierry Wermuth) : Terry Mitchell
- Ryan McCluskey : Purcell
- John Standing : Sir Anthony
- Stanimir Stamatov : King
- Miroslav Emilov : Harris
- Velizar Binev : Beloit
- Peter Kelly Morgan : Reporter télé